# Acquiring
Der Anglizismus Acquiring (deutsch „Akquisition“) steht im Bankwesen für die Akquisition von Vertragsunternehmen, die bereit sind, Zahlungen mittels Zahlungskarten zu akzeptieren.

## Allgemeines
Acquiring ist die Tätigkeit eines Acquirers. Dieser ist nach Art. 2 Nr. 1 Verordnung (EU) 2015/751 des Europäischen Parlamentes und des Rates vom 29. April 2015 über Interbankenentgelte für kartengebundene Zahlungsvorgänge ein Zahlungsdienstleister, der mit einem Zahlungsempfänger (Vertragsunternehmen) eine vertragliche Vereinbarung über die Annahme und die Verarbeitung kartengebundener Zahlungsvorgänge schließt, was den Transfer von Geldbeträgen zum Zahlungsempfänger bewirkt.
Das Acquiring als Händlergeschäft ist der Abschluss eines Vertrages zwischen einem Acquirer und einem Vertragsunternehmen (Dienstleister, Händler, Verkäufer, Warenhaus) über die Akzeptanz von Zahlungskarten; wichtig hierfür ist ein möglichst weites Netz von Vertragsunternehmen. Ziel des Acquiring ist die Erhöhung der Akzeptanz der Zahlungskarten durch Erhöhung der Anzahl der akzeptierenden Vertragsunternehmen. Je mehr Vertragsunternehmen eine Zahlungskarte akzeptieren, umso mehr verbessert sich die Nutzbarkeit einer Zahlungskarte durch den Karteninhaber.

## Rechtsfragen
Die Rechtsnatur der Zahlungskarten bringt es mit sich, dass folgende Vertragsparteien beteiligt sind, nämlich
- das Issuing-Kreditinstitut, das anstelle des Kartenunternehmens oder mit ihm zusammen die Zahlungskarte ausgibt (englisch Issuer),
- der Karteninhaber, der eine von ihm gekaufte Ware oder Dienstleistung mit der ausgegebenen Karte bezahlt,
- das Vertragsunternehmen, das Zahlungen seiner Waren und Dienstleistungen mit Zahlungskarten akzeptiert und
- das Acquiring-Kreditinstitut (englisch Acquirer), das die Kartenumsätze des Vertragsunternehmens mit dem Karteninhaber abrechnet.

Alle Vertragsparteien stehen rechtlich und/oder wirtschaftlich miteinander in Beziehung, sie bilden die Infrastruktur für die Kartenzahlung.
Zwischen Karteninhaber und Kartenunternehmen treten als Kartenemittenten Issuer und zwischen Vertragsunternehmen und Kartenunternehmen Acquirer. Die großen Kartenunternehmen sind meist lediglich Lizenzgeber, während die Issuer Verträge über die Ausgabe von Zahlungskarten mit Karteninhabern abschließen. Der Acquirer begleicht die Forderung des Vertragsunternehmens abzüglich eines von dem Vertragsunternehmen zu zahlenden „Händlerentgelts“.
Das Akquisitionsgeschäft gilt gemäß § 1 Abs. 1 Satz 2 ZAG als Zahlungsdienst, sodass der Acquirer gemäß § 10 Abs. 1 ZAG einer Erlaubnis durch die BaFin bedarf. In § 1 Abs. 35 ZAG wird das Akquisitionsgeschäft näher definiert. Hiernach ist das Akquisitionsgeschäft ein Zahlungsdienst, der die Übertragung von Geldbeträgen zum Zahlungsempfänger bewirkt und bei dem der Zahlungsdienstleister mit dem Zahlungsempfänger eine vertragliche Vereinbarung über die Annahme und die Verarbeitung von Zahlungsvorgängen schließt. Der Acquirer wird auch nach Erlaubniserteilung laufend von der BaFin beaufsichtigt.

## Abwicklung
Vertragsunternehmen sind rechtlich natürliche oder juristische Personen, die den bei einem Zahlungsvorgang transferierten Geldbetrag als Zahlungsempfänger erhalten sollen. Sie akzeptieren als Zahlungsmittel – neben Bargeld – auch Zahlungskarten. Dazu muss der die Zahlungskarte ausstellende Issuer (Kartenunternehmen und/oder Kreditinstitut) mit dem Vertragsunternehmen einen Vertrag schließen, der die Akzeptanz der Zahlungskarten regelt.
Dazu gehört unter anderem, dass formal die Zahlungspflicht des Kartenunternehmens ausgelöst wird, wenn ordnungsgemäß vom Vertragsunternehmen ausgefüllte Leistungsbelege mit dem Zusatz „Unterschrift des Karteninhabers ist auf dem Leistungsbeleg vorhanden“ (englisch signature on file) versehen sind. Nach herrschender Meinung handelt es sich bei dieser Zahlungspflicht um ein abstraktes Schuldversprechen gemäß § 780 BGB. Auch der Bundesgerichtshof (BGH) geht davon aus, dass mit der Unterzeichnung des Leistungsbelegs durch den Karteninhaber ein abstraktes Schuldversprechen vorliegt. Das Kartenunternehmen soll gerade nicht wie der Garant nur subsidiär haften, sondern eine direkte eigene Zahlungspflicht eingehen. Zudem bietet das Kartenunternehmen gemäß § 1 Abs. 1 Satz 2 Nr. 5 ZAG lediglich Zahlungsdienste an. Die Kreditkartenzahlung erfolgt erfüllungshalber (§ 364 Abs. 2 BGB).
Die Zahlungspflicht des Kartenunternehmens entsteht nur, wenn das Vertragsunternehmen mit Hilfe des POS-Terminals ordnungsgemäße Leistungsbelege erstellt. Die Angabe „signature on file“ ist stets eine notwendige Voraussetzung der Zahlungspflicht des Kreditkartenunternehmens im Präsenzverfahren, sie löst die Zahlungspflicht des Kartenunternehmens aus. Die Zahlungspflicht entsteht im Mailorderverfahren auch ohne den Vermerk „signature on file“ auf den Leistungsbelegen, wenn Bestellungen per E-Mail/Internet übermittelt werden und dem Vertragsunternehmer die Unterschriften der Karteninhaber nicht vorliegen. Die Akzeptanz von Zahlungskarten durch Vertragsunternehmen ist durch angebrachte Logos der Issuer sichtbar zu kennzeichnen.
Der Acquirer stellt dem Vertragsunternehmen das sogenannte Händlerentgelt in Rechnung. Es deckt die Entgelte für die beiden bei der Zahlung beteiligten Dienstleister sowie die Kartenorganisation:
- Interchange Fee für den Issuer – leitet der Acquirer über die Abrechnung mit der Kartenorganisation an den Issuer weiter;
- Service Fee für den Acquirer;
- Scheme Fee für die Kartenorganisation – rechnet der Acquirer direkt mit der Kartenorganisation ab.

Die Interchange Fee ist durch die Verordnung (EU) 2015/751 des Europäischen Parlamentes und des Rates vom 29. April 2015 über Interbankenentgelte für kartengebundene Zahlungsvorgänge seit 2015 bei Consumer-Debitkarten auf 0,2 % und bei Consumer-Kreditkarten auf 0,3 % des Umsatzerlöses beschränkt ist.
Das Händlerentgelt ist vertraglich zwischen Acquirer und Händler vereinbart. Die Abrechnung erfolgt i.a. einem der beiden Modelle
- Interchange++, bei dem die drei Gebühren einzeln und transparent berechnet werden, oder
- Disagio, bei dem dem Händler ein pauschaler (prozentualer) Abschlag berechnet wird.

Bei Kreditkartentransaktionen ist die Acquirer Reference Number (ARN) eine eindeutige Nummer, die einer Transaktion zugeordnet ist, wenn sie von der Händlerbank (Acquiring Bank) bis zum Kartensystem bei der Bank des Karteninhabers (Issuer) reicht. Die ARN kann verwendet werden, um eine Zahlung oder Rückerstattung zu verfolgen. Der Käufer kann sich an seine Bank wenden, die die ARN wiederum nutzen kann, um beispielsweise eine Rückerstattung zu verfolgen.

## Wirtschaftliche Aspekte
Der Acquirer (oder Issuer) muss zur Erhöhung der Akzeptanz von Zahlungskarten durch Vertragsunternehmen bei diesen die technischen Vorkehrungen installieren (Hard- und Software, Netzwerktechnologien) und die kaufmännischen Voraussetzungen (unter anderem Händlerentgelt, Autorisierung) schaffen. Neue Technologien wie die Abkehr vom Kartenschlitten hin zu terminalbasierten Lösungen tragen zur Kostensenkung und zu Skaleneffekten bei. Die Kernprozesse des Acquiring sind das Netzwerkprozessing (an Verkaufsort oder Geldautomaten), Transaktionsverarbeitung und die Bereitstellung der Schnittstelle zum Netzwerk-Service-Provider. Der Netzwerkeffekt durch Zunahme der Akzeptanzstellen wird durch den Acquirer verbessert, wodurch Zahlungskarten häufiger eingesetzt werden können und dadurch der Effekt der Kostendegression eintreten kann.

## Risiken
Der Acquirer übernimmt das Risiko der Zahlungsunfähigkeit des Vertragsunternehmens. Die Hauptrisikoquelle für den Acquirer sind Rückbuchungen nach Insolvenz des Händlers (Beispiele: Air Berlin, Thomas Cook). Eine Rückbuchung von Geldern kann auf drei Arten ausgelöst werden:
- Eine Kartenrückerstattung ist die Rückgabe von Geldern an den Verbraucher, die vom Händler freiwillig veranlasst wird.
- Eine Kartenrückbuchung liegt vor, wenn der Händler eine Transaktion storniert, nachdem sie autorisiert wurde, aber bevor die Abrechnung erfolgt.
- Eine Kartenrückbuchung erfolgt bei Uneinigkeit (Dispute) zwischen dem Händler und dem Karteninhaber über die Gültigkeit der Transaktion. Der Karteninhaber löst dabei die Rückerstattung von Geldern über den Issuer aus. Gründe dafür können sein: der Karteninhaber hat die Ware nicht erhalten; die Ware ist fehlerhaft; die Dienstleistung wurde nicht erbracht (Beispiel: der Flug fand nach Insolvenz der Fluggesellschaft nicht statt); der Karteninhaber hat keine Kenntnis von der Transaktion (die Zahlung wurde ohne seine Autorisierung ausgeführt).

Kartenorganisationen betrachten einen teilnehmenden Händler als Risiko, wenn mehr als 1 % der eingegangenen Zahlungen zu einer Rückbuchung führen. Visa und Mastercard erheben Geldbußen gegen Acquirer, die Händler mit einer hohen Rückbuchungsquote behalten. Deshalb und zur Disziplinierung ihrer Vertragsunternehmen leiten Acquirer diese Bußgelder an die Händler weiter.
Neu akquirierte Vertragsunternehmen stellen für den Acquirer ein über Solvenzbedenken hinausgehendes Risiko dar. Ein (betrügerischer) neuer Händler könnte eine große Anzahl von Bestellungen entgegennehmen und nach Erhalt der Zahlung sich entfernen, ohne die versprochenen Waren oder Dienstleistungen zu liefern.

## Acquirer in Deutschland
Im deutschsprachigen Raum fungieren unter anderem folgende Unternehmen als Acquirer (Auswahl):
- Card Complete
- FirstData Europe
- Nexi Germany
- Payone (entstanden aus der Verschmelzung von Ingenico Payment Services und BS Payone im Juni 2019)
- SIX Payment Services